# Усково (платформа Дальневосточной железной дороги)
Усково — остановочный пункт Сахалинского региона Дальневосточной железной дороги. Назван по одноимённому селу.

## История
Платформа открыта в 1975 году в составе пускового участка Тымовск — Ныш.

## Деятельность
По состоянию на ноябрь 2012 года (параграфу) пассажирские поезда на платформе не останавливаются. Грузовые операции также не производятся.